# 松本大 (実業家)
松本 大（まつもと おおき、1963年12月19日 - ）は、日本の実業家。マネックスグループ株式会社代表執行役会長、マネックス証券株式会社取締役会長CEO、前株式会社東京証券取引所グループ取締役、前株式会社東京証券取引所取締役、前株式会社新生銀行取締役。米マスターカード取締役、株式会社ユーザベース取締役、一般財団法人 ルビ財団ファウンダー・評議員、Human Rights Watch Vice Chair、公益財団法人国際文化会館評議員。

## 概要
埼玉県浦和市出身。開成中学校・高等学校を経て、東京大学法学部卒業。1987年にソロモン・ブラザーズに入社し、1990年にゴールドマン・サックスに転職。債券トレード、デリバティブ取引などに従事し、1994年に当時最年少の30歳で同社のゼネラルパートナー（共同経営者）に就任。IIJ社長の鈴木幸一からの紹介でソニーの出井伸之と出会い、1999年に後のマネックスグループの中核企業へと変化していくネット証券の草分け的存在になる株式会社マネックス（後のマネックス証券→マネックス・ビーンズ・ホールディングス→マネックスグループ）をソニー50%・松本大個人50%の出資で設立。2023年、清明祐子に社長の座を譲って取締役会長になるまで、社長・CEOとしてマネックスを牽引し続けた。
2014年9月17日、テレビ東京報道局ニュースキャスター大江麻理子と結婚。前妻との間に一男一女あり。大江との間に子はいない。

## 主な著書
- 「『株式投資』改革宣言」（2001年8月）松井道夫との共著
- 「こうすれば日本はよくなる！」（2002年11月8日）
- 「トーキョー金融道」（2003年3月）成毛眞、藤巻健史との共著
- 「10億円を捨てた男の仕事術」（2003年5月29日）後、「私の仕事術」と改題し文庫化
- 「この国を作り変えよう 日本を再生させる10の提言」（2008年12月）冨山和彦との共著
- 世界のマーケットで戦ってきた僕が米国株を勧めるこれだけの理由 (2013)